# 安倍枚麻呂
安倍 枚麻呂（あべ の ひらまろ）は、奈良時代後期から平安時代初期にかけての貴族。氏は阿倍とも記される。官位は従四位下・民部大輔。

## 経歴
桓武朝前期の延暦4年（785年）従五位下に叙爵し、翌延暦5年（786年）に大監物に任ぜられる。延暦8年（789年）に兵部少輔に遷る。
後に、平城朝で民部大輔を経て、大同3年（808年）正月に従四位下に進むが、同年5月に致仕する。
嵯峨朝の弘仁3年（812年）8月30日卒去。

## 官歴
『六国史』による。
- 時期不詳：正六位上
- 延暦4年（785年） 正月7日：従五位下
- 延暦5年（786年） 正月28日：大監物
- 延暦8年（789年） 3月16日：兵部少輔
- 時期不詳：正五位下。民部大輔
- 大同3年（808年） 正月5日：従四位下。5月19日：致仕
- 弘仁3年（812年） 8月30日：卒去（従四位下）